# Coleophora darwini
Coleophora darwini là một loài bướm đêm thuộc họ Coleophoridae.
Sải cánh dài 7.8-9.4 mm đối với con đực and 8.4-10.6 mm đối với con cái. Con trưởng thành bay vào tháng 4.
Ấu trùng ăn các loài thực vật Amaranthus anderssonii và một số loài thuộc chi Amaranthus. Chúng ăn lá nơi chúng làm tổ. 